# Steven Caulker
Steven Roy Caulker, född 29 december 1991 i Feltham, är en engelsk-sierraleonsk professionell fotbollsspelare som spelar för turkiska Ankara Keçiörengücü. Han har även representerat Englands- och Sierra Leones landslag.

## Karriär
Den 31 juli 2013 skrev Caulker på ett fyraårskontrakt med den nyblivna Premier League-klubben Cardiff City. Transfersumman rapporterades vara över 8 miljoner pund, vilket gjorde Caulker till Cardiffs då dyraste spelarköp.
I februari 2018 värvades Caulker av skotska Dundee, där han skrev på ett 1,5-årskontrakt.
Den 30 juni 2021 värvades Caulker av turkiska Fenerbahçe, där han skrev på ett tvåårskontrakt med option på ytterligare ett år. Den 8 september 2021 lånades Caulker ut till Gaziantep på ett låneavtal över säsongen 2021/2022. Den 28 augusti 2022 värvades Caulker av Fatih Karagümrük, där han skrev på ett tvåårskontrakt.
Den 9 januari 2023 skrev Caulker på ett halvårskontrakt med Championship-klubben Wigan Athletic. I december 2023 blev han klar för en roll som spelande tränare i spanska Málaga City. I juli 2024 återvände Caulker till Turkiet och skrev på ett ettårskontrakt med option på ytterligare ett år med TFF 1. Lig-klubben Ankara Keçiörengücü.